# Peter Fonagy
Peter Fonagy (Budapest, 14 agosto 1952) è uno psicologo e psicoanalista ungherese naturalizzato britannica.

## Biografia
È direttore del Dipartimento di Psicologia Clinica, della Salute e dell'Educazione presso l'University College di Londra, dove riveste la carica di Freud Memorial Professor of Psychoanalysis, e direttore esecutivo dell'Anna Freud Centre di Londra.
I suoi contributi scientifici riguardano soprattutto l'introduzione del concetto di mentalizzazione, e lo sviluppo di importanti teorie come la teoria della mente e la teoria dell'attaccamento. Il suo lavoro è stato spesso teso verso l'obiettivo di gettare un ponte tra orientamenti diversi della psicologia, in particolare tra psichiatria, psicoanalisi, e psicologia cognitiva. Una parte importante del suo lavoro di ricerca riguarda inoltre la valutazione dell'efficacia del trattamento in psicoterapia.
Dal punto di vista clinico, i suoi principali contributi riguardano il trattamento dei disturbi di personalità, in particolare del disturbo borderline di personalità, ma alcune delle sue intuizioni sono risultate importanti anche nella comprensione e nel trattamento dell'autismo.